# پاتنی
latitudeپاتنیlongitudeپاتنی
پاتنی (به انگلیسی: Putney) (‎/ˈpʌtni/‎) یک ناحیه در بریتانیا است که در منطقه واندزوورث لندن واقع شده‌است.

## خصوصیات
پاتنی ۷۷٬۱۴۰ نفر جمعیت دارد.

## ایستگاه‌های متروی نزدیک
- ایستگاه متروی پاتنی شرقی
- ایستگاه متروی پانتی بریج